# Jewish Historical Institute
Il Jewish Historical Institute, noto anche come Emanuel Ringelblum Jewish Historical Institute, è un'istituzione statale di ricerca di Varsavia che si occupa principalmente della storia degli ebrei in Polonia e della cultura ebraica.

## Storia
L'Istituto è stato creato nel 1947 come continuazione della Commissione Centrale Ebraica Storica, fondata nel 1944. L'Associazione Jewish Historical Institute è l'ente responsabile dell'edificio e delle partecipazioni dell'Istituto. L'Istituto è di competenza del Ministero dei Beni e delle Attività Culturali e nel 2009 è stato intitolato a Emanuel Ringelblum. L'istituto è un deposito di materiale documentario relativo alla storica presenza ebraica in Polonia. È anche un centro per la ricerca accademica, lo studio e la diffusione delle conoscenze sulla storia e la cultura dell'ebraismo polacco.
La parte più preziosa della collezione è l'Archivio del Ghetto di Varsavia, noto come Archivio Ringelblum, raccolto dal gruppo Oneg Shabbat. Contiene circa 6.000 documenti per un totale di circa 30.000 pagine.
Altre importanti raccolte riguardanti la seconda guerra mondiale includono testimonianze (principalmente di ebrei sopravvissuti all'Olocausto), memorie e diari, documentazione del Joint and Jewish Self-Help (organizzazioni assistenziali attive in Polonia sotto l'occupazione) e documenti dei Consigli ebraici (Judenrat). La sezione sulla documentazione dei siti storici ebraici contiene circa 40mila fotografie riguardanti la vita e la cultura ebraica in Polonia.
L'Istituto ha pubblicato una serie di documenti dell'Archivio Ringelblum, oltre a numerose memorie e diari di guerra. Inoltre, da oltre 60 anni, l'Istituto pubblica una rivista accademica ribattezzata nel 2001 The Jewish History Quarterly, registrata nell'elenco delle riviste accademiche principali nel 2011.
Nel 2011, Paweł Śpiewak, professore di sociologia all'Università di Varsavia ed ex politico, è stato nominato direttore dell'Istituto da Bogdan Zdrojewski, Ministro della cultura e del patrimonio nazionale.

## Direttori
- Nachman Blumental, 1947-1949
- Ber Mark, dal 1949 al 1966
- Artur Eisenbach, dal 1966 al 1968
- Szymon Datner, 1969-1970
- Feliks Tych, dal 1995 al 2006
- Eleonora Bergman, 2007-2011
- Paweł Śpiewak, dal 2011.